# Bartolomeo Cesi

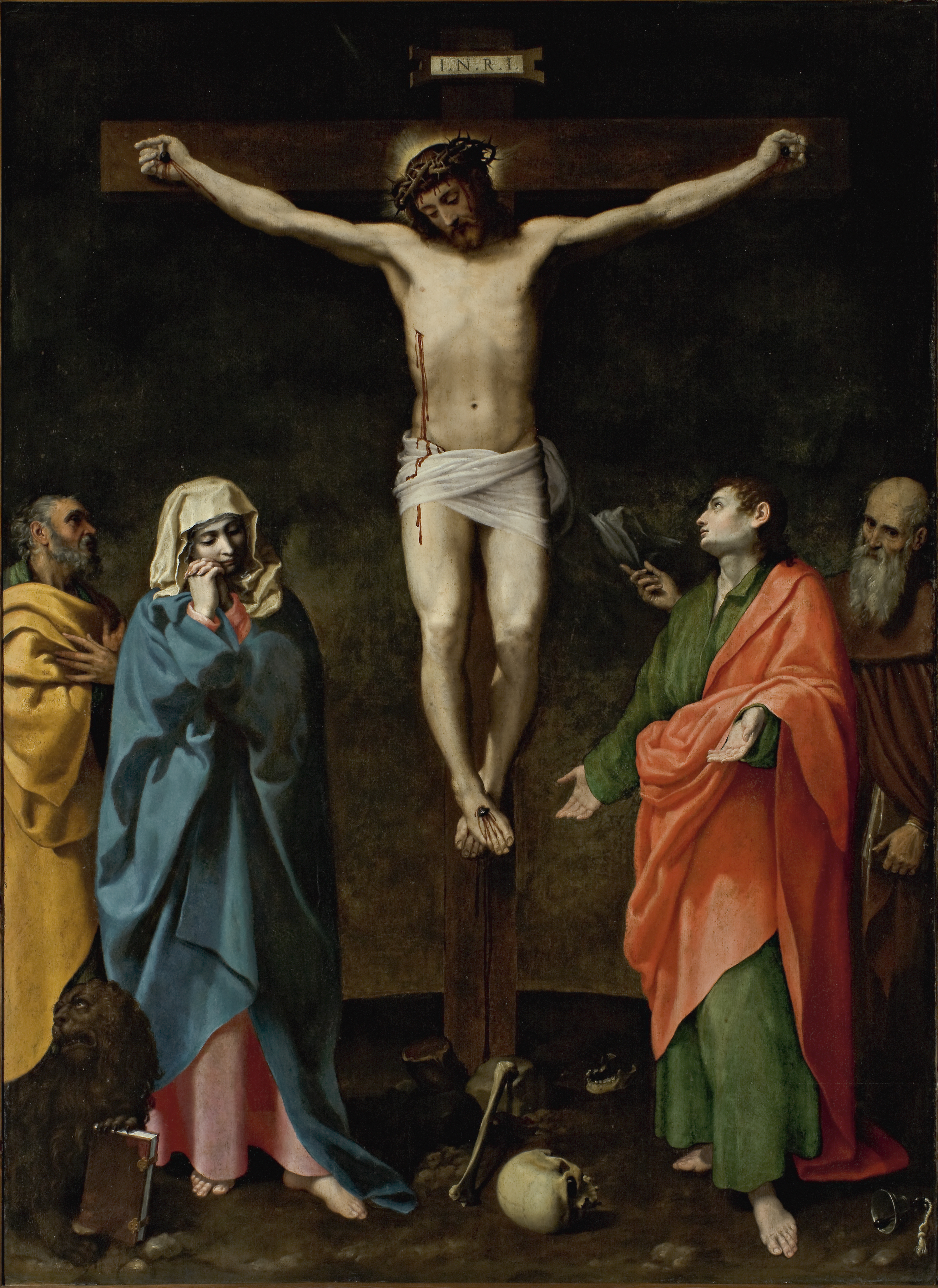
Calvario con la Virgen, San Juan Bautista, San Marcos y San Antonio Abad, por Bartolomeo Cesi.

Bartolomeo Cesi (Bolonia, 16 de agosto de 1556 - Bolonia, 11 de julio de 1629) Pintor barroco italiano, perteneciente a la Escuela Boloñesa.

## Biografía
Nacido en una familia de buena posición, recibió una educación humanista antes de comenzar su aprendizaje como pintor, probablemente con Giovanni Francesco Bezzi, llamado Il Nosadella (1500-1571). Algunos expertos afirman que algunas esculturas y una Adoración de los Reyes Magos en San Procolo de Bolonia pueden ser atribuidas al joven Cesi. De todas maneras, su primera obra documentada son los frescos en la Cappella Vezzi de San Stefano en Bolonia (Escenas de la Vida de la Virgen, 1574). En dichos trabajos hace uso decorativo los grutescos y su tratamiento elegante de las figuras es el propio del gusto del manierismo tardío, del que se distanciará en obras posteriores.
Hacia la misma época, Cesi colaboró con Prospero Fontana y otros artistas en la decoración del ábside y la cripta de la Catedral de Bolonia. Esta empresa le tuvo ocupado durante buena parte de los años setenta del siglo. Un pago está registrado en 1584 por su trabajo. Sin embargo, gran parte de las decoraciones se han perdido o son ilegibles; dos dibujos de mártires (Uffizi) podrían ser un rastro de sus frescos de la cripta.
El estilo de Cesi cabría considerarlo dentro de la contramanierista. Sobrio en sus pinturas religiosas, es conocida su opinión en contra de los desnudos en las obras de uso sacro o privado. Notable influencia ejerció sobre él el cardenal Gabriele Paleotti, autor del Discorso intorno alle immagini sacre e profane (1582), que sentó las bases del arte sacro de la contrarreforma.
Su obra maestra es una Virgen en la gloria con santos, para la iglesia boloñesa de San Giacomo Maggiore (1595, Pinacoteca Nacional de Bolonia).
| Ciclo de la Pasión en la Certosa di San Girolamo de Bolonia | Ciclo de la Pasión en la Certosa di San Girolamo de Bolonia | Ciclo de la Pasión en la Certosa di San Girolamo de Bolonia |
| ----------------------------------------------------------- | ----------------------------------------------------------- | ----------------------------------------------------------- |
|                                                             |                                                             |                                                             |
| Oración en el Huerto de los Olivos                          | Crucifixión                                                 | Deposición                                                  |